# Заглядинский сельсовет
Заглядинский сельсовет — сельское поселение в Асекеевском районе Оренбургской области Российской Федерации.
Административный центр — железнодорожная станция Заглядино.

## История
9 марта 2005 года в соответствии с законом Оренбургской области № 1893/321-III-ОЗ образовано сельское поселение Заглядинский сельсовет, установлены границы муниципального образования.

## Население
| 2010  | 2012  | 2013  | 2014  | 2015  | 2016  | 2017  |
| ----- | ----- | ----- | ----- | ----- | ----- | ----- |
| 1596  | ↗1862 | ↘1844 | ↘1820 | ↘1814 | ↘1797 | ↘1790 |
| 2018  | 2019  | 2020  | 2021  |       |       |       |
| ↘1761 | ↘1731 | ↗1733 | ↘1709 |       |       |       |

## Состав сельского поселения
| № | Населённый пункт | Тип населённого пункта                          | Население |
| - | ---------------- | ----------------------------------------------- | --------- |
| 1 | Заглядино        | железнодорожная станция, административный центр | 1596      |
| 2 | Отделение 3      | посёлок                                         | 286       |